# Olga Pawlowna Minejewa
Olga Pawlowna Minejewa (russisch Ольга Павловна Минеева, engl. Transkription Olga Mineyeva, geb. Сыроватская – Syrowatskaja – Syrovatskaya; * 1. Oktober 1952 in Degtjarsk, Oblast Swerdlowsk) ist eine ehemalige russische Sprinterin, die für die Sowjetunion antrat. Bei einer Körpergröße von 1,78 m betrug ihr Wettkampfgewicht 60 kg.
Unter ihrem Geburtsnamen nahm sie an den Olympischen Spielen 1972 in München teil und belegte mit der sowjetischen Mannschaft in der 4-mal-400-Meter-Staffel den achten Platz. Im 400-Meter-Lauf schied sie im Viertelfinale aus.
Bei den Olympischen Spielen 1980 in Moskau gewann sie in 1:54,81 min die Silbermedaille im 800-Meter-Lauf hinter Nadija Olisarenko und vor Tatjana Prowidochina (beide UdSSR).
Bei den Europameisterschaften 1982 in Athen war Minejewa in Bestform und gewann über 800 Meter in 1:55,41 min. Mit der Staffel holte sie in 3:22,79 min Bronze hinter den Teams aus der DDR und aus der ČSSR.

## Bestleistungen
- 400 m: 50,78 s, 1980
- 800 m: 1:54,81 min, 1980